# Aek Holbung
Aek Holbung is een bestuurslaag in het regentschap Mandailing Natal van de provincie Noord-Sumatra, Indonesië. Aek Holbung telt 711 inwoners (volkstelling 2010).